# 高柳哲司
高柳哲司（日语：／ Takayanagi Tetsushi），日本男性動畫演出家。曾任職於SHIN-EI動畫。日本動畫製作者協會會員。

## 參加作品

### 電視動畫
1985年
- 小鬼Q太郎 (1985年版)（—1987年，分鏡、演出）

1987年
- 鄰家女孩（演出）
- 超能力魔美（—1989年，分鏡、演出）

1989年
- 大耳鼠（—1991年，分鏡、演出）
- 黑色推銷員（—1992年，分鏡、演出）

1990年
- 八百八町表裏 化妝師（日语：八百八町表裏 化粧師）（—1991年，分鏡）
- 美味大挑戰（—1992年，分鏡、演出）

1991年
- 烏龍少爺（日语：おぼっちゃまくん）（—1992年，分鏡）
- 21衛門（—1992年，分鏡、演出）

1992年
- 哆啦A夢 (1979年版)（—1993年，分鏡、演出）
- 蠟筆小新（—1993年、1997年、2013年，分鏡、演出）

1994年
- 秀逗泰山阿達♡（分鏡、演出）

1995年
- 伊沙米大冒險（—1996年，分鏡、演出）

1996年
- YAT安心！宇宙旅行（日语：YAT安心!宇宙旅行）（分鏡）
- 小紅豆（分鏡）
- 機械女神J（分鏡）
- 烏龍派出所（—2004年，分鏡、演出）

2001年
- 戀愛占卜師（分鏡）

2002年
- 哨聲響起（分鏡）
- 魔法咪路咪路（—2003年，分鏡）

2004年
- 麥穗星之夢（分鏡）
- 棉花糖樂園（—2005年，分鏡）
- 校園迷糊大王（—2005年，分鏡、演出）

2005年
- 我愛美樂蒂（—2006年，分鏡）
- 怪醫黑傑克（分鏡）

2006年
- 家庭教師HITMAN REBORN！（—2010年，分鏡）
- 妖怪人間貝姆 (2006年版)（分鏡）
- 我愛美樂蒂 ～轉轉旋律魔法牌～（—2007年，分鏡）

2007年
- 銀魂（—2010年，分鏡）
- 我愛美樂蒂 輕鬆舒暢♪（—2008年，分鏡）
- GO！純情水泳社！（分鏡）

2008年
- 我愛美樂蒂IV（日语：おねがい♪マイメロディ きららっ★）（分鏡）
- 波菲的漫長旅程（分鏡）
- 伯爵與妖精（分鏡）
- 全力兔（分鏡）

2009年
- TYTANIA -泰坦尼亞-（分鏡）
- 寶石寵物（分鏡）

2010年
- 閃亮雙胞胎（分鏡）
- 料理偶像（分鏡）
- 變身公主（分鏡）

2011年
- 哆啦A夢 (2005年版)（分鏡）

2012年
- 天才黃金腦 ～神之謎（分鏡）
- 寶石寵物 Kira☆Deco！（分鏡）
- 農大菌物語Returns（分鏡）
- Aikatsu！偶像活動！（分鏡）
- 海螺小姐（分鏡、演出）
- ONE PIECE：魯夫特別篇 ～魯夫手掌島的冒險～（分鏡）

2013年
- 寶石寵物 Happiness（分鏡）
- LINE TOWN（分鏡）

2014年
- 怪盜Joker（—2016年，分鏡）

2015年
- 阿松（—2021年，分鏡）[1]
- 新我們這一家（分鏡）

2016年
- Classica Loid（分鏡）

2017年
- 新黑色推銷員（分鏡）
- 境界之輪迴（分鏡）

2018年
- 波吉!! 發明 閃亮模力小天才（分鏡）
- 麵包超人（分鏡）

2019年
- WASIMO（日语：WASIMO）（分鏡、演出）

2022年
- 更多！怪傑佐羅力（分鏡）

2023年
- 泡泡糖忍戰（分鏡）
- 租借女友（分鏡）

2024年
- 福星小子 (2022年版)（分鏡）

### 電影動畫
1990年
- 大耳鼠：愛莉活動大寫真（演出助手）

1991年
- 哆啦美：阿拉拉♥少年山賊團！（演出助手）

1993年
- 哆啦美：哈囉小恐龍!!（演出助手）

1996年
- 廁所裡的花子（演出）

## 相關項目
- SHIN-EI動畫
- 日本動畫師列表（日语：アニメ関係者一覧）